# Quitman Sullins
Quitman Emmanuel Sullins, detto Skeeter (Luxora, 21 novembre 1934 – Tupelo, 10 maggio 2019), è stato un cestista statunitense, professionista nella ABL.

## Carriera
È stato selezionato dai Minneapolis Lakers al quinto giro del Draft NBA 1958 con la 33ª scelta assoluta.
Ha giocato in seguito nella ABL con i Pittsburgh Rens.